# Asia Artist Awards
Asia Artist Awards, hay còn gọi là AAA, là một lễ trao giải được tổ chức bởi tờ báo kinh doanh "Money Today" và các thương hiệu truyền thông toàn cầu StarNews và MTN. Giải thưởng tôn vinh những thành tựu xuất sắc và những đóng góp của các nghệ sỹ châu Á trong truyền hình và âm nhạc.
Buổi lễ đầu tiên đã được tổ chức vào ngày 16 tháng 11 năm 2016 tại Grand Peace Hall, Đại học Kyung Hee và đã được phát sóng trực tiếp qua vệ tinh khắp Châu Á.
Năm 2019 là lần đầu tiên lễ trao giải được không tổ chức tại Hàn Quốc mà là ở Hà Nội, Việt Nam, và điều này xảy ra tương tự vào năm 2022 khi AAA tổ chức ở Nhật Bản.

## Danh sách các buổi lễ
| Lần | Ngày                 | Địa điểm                      | Thành phố         | MC                       |
| --- | -------------------- | ----------------------------- | ----------------- | ------------------------ |
| 1   | 16 tháng 11 năm 2016 | Đại học Kyung Hee             | Seoul, Hàn Quốc   | Leeteuk & Lee Siyoung    |
| 2   | 15 tháng 11 năm 2017 | Jamsil Students' Gymnasium    | Seoul, Hàn Quốc   | Leeteuk & Lee Tae Im     |
| 3   | 28 tháng 11 năm 2018 | Namdong Gymnasium             | Incheon, Hàn Quốc | Leeteuk & Lee Sung-kyung |
| 4   | 26 tháng 11 năm 2019 | Sân vận động Quốc gia Mỹ Đình | Hà Nội, Việt Nam  | Leeteuk & Lim Ji-yeon    |
| 5   | 28 tháng 11 năm 2020 |                               |                   | Leeteuk & Park Ju-hyun   |
| 6   | 2 tháng 12 năm 2021  | KBS Arena                     | Seoul, Hàn Quốc   | Leeteuk & Jang Won-young |
| 7   | 13 tháng 12 năm 2022 | Nippon Gaishi Hall            | Nagoya, Nhật Bản  | Leeteuk & Jang Won-young |

## Hạng mục

### Daesang
| Lần | Năm  | Thể loại | Người chiến thắng                               |
| --- | ---- | -------- | ----------------------------------------------- |
| 1   | 2016 | Phim     | Cho Jin-woong                                   |
| 1   | 2016 | Âm nhạc  | EXO                                             |
| 2   | 2017 | Phim     | Kim Hee-sun                                     |
| 2   | 2017 | Âm nhạc  | EXO                                             |
| 3   | 2018 | Phim     | Lee Byung-hun                                   |
| 3   | 2018 | Âm nhạc  | BTS                                             |
| 4   | 2019 | Phim     | Jang Dong-gun (Actor/Actress of the Year)       |
| 4   | 2019 | Âm nhạc  | Seventeen (Album of the Year)                   |
| 4   | 2019 | Âm nhạc  | Twice (Artist of the Year)                      |
| 4   | 2019 | Âm nhạc  | Got7 (Performance of the Year)                  |
| 4   | 2019 | Âm nhạc  | Red Velvet (Song of the Year)                   |
| 5   | 2020 | Phim     | Kim Soo-hyun (Actor/Actress of the Year: Drama) |
| 5   | 2020 | Phim     | Lee Jung-jae (Actor/Actress of the Year: Film)  |
| 5   | 2020 | Âm nhạc  | NCT (Album of the Year)                         |
| 5   | 2020 | Âm nhạc  | Twice (Artist of the Year)                      |
| 5   | 2020 | Âm nhạc  | Got7 (Performance of the Year)                  |
| 5   | 2020 | Âm nhạc  | BTS (Song of the Year)                          |
| 5   | 2020 | Âm nhạc  | Monsta X (Stage of the Year)                    |
| 5   | 2020 | Âm nhạc  | Lim Young-woong (Trot of the Year)              |
| 6   | 2021 | Phim     | Lee Jung-jae (Actor of the Year)                |
| 6   | 2021 | Phim     | Lee Seung-gi (Actor/Actress of the Year: Drama) |
| 6   | 2021 | Phim     | Yoo Ah-in (Actor/Actress of the Year: Film)     |
| 6   | 2021 | Âm nhạc  | Seventeen (Artist of the Year)                  |
| 6   | 2021 | Âm nhạc  | NCT 127 – Sticker (Album of the Year)           |
| 6   | 2021 | Âm nhạc  | Stray Kids (Performance of the Year)            |
| 6   | 2021 | Âm nhạc  | BTS – "Butter" (Song of the Year)               |
| 6   | 2021 | Âm nhạc  | aespa (Stage of the Year)                       |
| 6   | 2021 | Âm nhạc  | Lim Young-woong (Trot of the Year)              |
| 7   | 2022 | Phim     | Lee Jun Ho (Actor of the Year)                  |
| 7   | 2022 | Âm nhạc  | NewJeans (Performance of the Year)              |
| 7   | 2022 | Âm nhạc  | Lim Young-woong (Stage of the Year)             |
| 7   | 2022 | Âm nhạc  | Ive (Song of the Year)                          |
| 7   | 2022 | Âm nhạc  | Stray Kids (Album of the Year)                  |
| 7   | 2022 | Âm nhạc  | Seventeen (Singer of the Year)                  |
| 8   | 2023 | Phim     | Lee Jun-ho (Actor of the Year)                  |
| 8   | 2023 | Âm nhạc  | NewJeans (Singer of the Year)                   |
| 8   | 2023 | Âm nhạc  | Seventeen – FML (Album of the Year)             |
| 8   | 2023 | Âm nhạc  | NewJeans – "Ditto" (Song of the Year)           |
| 8   | 2023 | Âm nhạc  | Stray Kids (Stage of the Year)                  |
| 8   | 2023 | Âm nhạc  | BSS (Performance of the Year)                   |
| 8   | 2023 | Âm nhạc  | Lim Young-woong (Fandom of the Year)            |

### Nghệ sĩ của năm
| Lần | Năm  | Thể loại | Người chiến thắng |
| --- | ---- | -------- | ----------------- |
| 3   | 2018 | Phim     | Lee Sung-kyung    |
| 3   | 2018 | Phim     | Lee Jun-ho        |
| 3   | 2018 | Phim     | Ryu Jun-yeol      |
| 3   | 2018 | Phim     | IU                |
| 3   | 2018 | Phim     | Jung Hae-in       |
| 3   | 2018 | Phim     | Lee Seung-gi      |
| 3   | 2018 | Phim     | Ju Ji-hoon        |
| 3   | 2018 | Phim     | Yoo Yeon-seok     |
| 3   | 2018 | Phim     | Ha Jung-woo       |
| 3   | 2018 | Phim     | Lee Byung-hun     |
| 3   | 2018 | Âm nhạc  | Zico              |
| 3   | 2018 | Âm nhạc  | Wanna One         |
| 3   | 2018 | Âm nhạc  | iKon              |
| 3   | 2018 | Âm nhạc  | Twice             |
| 3   | 2018 | Âm nhạc  | SEVENTEEN         |
| 3   | 2018 | Âm nhạc  | Sunmi             |
| 3   | 2018 | Âm nhạc  | Monsta X          |
| 3   | 2018 | Âm nhạc  | Mamamoo           |
| 3   | 2018 | Âm nhạc  | GOT7              |
| 3   | 2018 | Âm nhạc  | NU'EST W          |
| 3   | 2018 | Âm nhạc  | BTS               |

### Tân Binh Của Năm
| Lần | Năm  | Thể loại | Người chiến thắng                                          |
| --- | ---- | -------- | ---------------------------------------------------------- |
| 1   | 2016 | Phim     | Ryu Jun-yeol, Kwak Si-yang, Sung Hoon, Lee Jung-shin, Nana |
| 1   | 2016 | Âm nhạc  | NCT 127, Blackpink                                         |
| 2   | 2017 | Phim     | Ahn Hyo-seop, Jung Chae-yeon                               |
| 2   | 2017 | Âm nhạc  | Wanna One, Pristin, Kard                                   |
| 3   | 2018 | Phim     | Kim Da-mi, Jang Ki-yong                                    |
| 3   | 2018 | Âm nhạc  | The Boyz, Stray Kids, (G)I-dle, Iz*One                     |
| 4   | 2019 | Phim     | Ong Seong-wu                                               |
| 4   | 2019 | Âm nhạc  | TXT, AB6IX, Itzy                                           |
| 5   | 2020 | Phim     | Han So-hee, Lee Jae-wook                                   |
| 5   | 2020 | Âm nhạc  | Treasure, Secret Number                                    |
| 6   | 2021 | Phim     | Lee Do-hyun                                                |
| 6   | 2021 | Âm nhạc  | Enhypen, aespa                                             |
| 7   | 2022 | Phim     | Kang Daniel, Seo Bum-june                                  |
| 7   | 2022 | Âm nhạc  | Ive, NewJeans, Le Sserafim                                 |
| 8   | 2023 | Phim     | Lee Eun-saem, Moon Sang-min                                |
| 8   | 2023 | Nhạc     | Zerobaseone                                                |

### Giải Thưởng Phổ Biến
| Lần | Năm  | Thể loại | Người chiến thắng               |
| --- | ---- | -------- | ------------------------------- |
| 1   | 2016 | Phim     | Baekhyun, Yoona                 |
| 1   | 2016 | Âm nhạc  | Exo                             |
| 2   | 2017 | Phim     | D.O., Yoona                     |
| 2   | 2017 | Âm nhạc  | Exo                             |
| 3   | 2018 | Phim     | Sehun, IU                       |
| 3   | 2018 | Âm nhạc  | BTS                             |
| 4   | 2019 | Âm nhạc  | Stray Kids, Loona, Kang Daniel  |
| 5   | 2020 | Phim     | Jinyoung, Song Ji-hyo           |
| 5   | 2020 | Âm nhạc  | BTS, Twice                      |
| 5   | 2020 | Trot     | Lim Young-woong                 |
| 6   | 2021 | Phim     | Kim Seon-ho, Song Ji-hyo        |
| 6   | 2021 | Âm nhạc  | Exo, Twice, CL, Lim Young-woong |
| 7   | 2022 | Phim     | Kim Seon-ho, Kim Se-jeong       |
| 7   | 2022 | Âm nhạc  | BTS                             |
| 8   | 2023 | Phim     | Lee Jun-ho, Kim Se-jeong        |
| 8   | 2023 | Âm nhạc  | Sakurazaka46, Lim Young-woong   |

### Ngôi Sao Châu Á
| Lần | Năm  | Thể loại | Người chiến thắng |
| --- | ---- | -------- | ----------------- |
| 1   | 2016 | Phim     | Park Bo-gum       |
| 1   | 2016 | Phim     | Yoona             |
| 1   | 2016 | Âm nhạc  | EXO               |
| 2   | 2017 | Phim     | Suzy              |

### Nghệ sĩ Châu Á nổi tiếng
| Lần | Năm  | Người chiến thắng |
| --- | ---- | ----------------- |
| 3   | 2018 | Wanna One, IU     |

### Người nổi tiếng Châu Á
| Lần | Năm  | Người chiến thắng |                                           |
| --- | ---- | ----------------- | ----------------------------------------- |
| 4   | 2019 | Phim              | Ji Chang-wook, Park Min-young             |
| 4   | 2019 | Âm nhạc           | Red Velvet, NU'EST                        |
| 5   | 2020 | Phim              | Lee Joon-gi                               |
| 5   | 2020 | Âm nhạc           | Kang Daniel, WayV                         |
| 6   | 2021 | Phim              | Yoo Ah-in, Bright Vachirawit, Win Metawin |
| 6   | 2021 | Âm nhạc           | BamBam, The Boyz                          |
| 7   | 2022 | Phim              | Kim Seon-ho, Kwon Yu-ri, PP, Billkin      |
| 7   | 2022 | Âm nhạc           | Itzy, Lyodra                              |
| 8   | 2023 | Phim              | Kentaro Sakaguchi, Kim Seon-ho            |
| 8   | 2023 | Âm nhạc           | Jang Won-young, Le Sserafim, NewJeans     |

### Nghệ sĩ xuất sắc nhất
| Lần | Năm  | Thể loại | Người chiến thắng                            |
| --- | ---- | -------- | -------------------------------------------- |
| 1   | 2016 | Phim     | Park Hae-jin, Park Shin-hye                  |
| 1   | 2016 | Âm nhạc  | BTS, Twice                                   |
| 2   | 2017 | Phim     | Namkoong Min, Park Hae-jin, Yoona            |
| 2   | 2017 | Âm nhạc  | Seventeen                                    |
| 3   | 2018 | Phim     | Ha Jung-woo                                  |
| 3   | 2018 | Âm nhạc  | Seventeen, Twice, Wanna One                  |
| 4   | 2019 | Phim     | Park Min-young, Yoona, Zico                  |
| 5   | 2020 | Phim     | Lee Joon-gi, Seo Yea-ji                      |
| 5   | 2020 | Âm nhạc  | Mamamoo, NCT 127                             |
| 6   | 2021 | Phim     | Jeon Yeo-been, Han So-hee                    |
| 6   | 2021 | Âm nhạc  | BamBam, Brave Girls, Enhypen                 |
| 7   | 2022 | Phim     | Han So-hee, Seo In-guk, Park Min-young       |
| 7   | 2022 | Âm nhạc  | Itzy, The Boyz, The Rampage                  |
| 8   | 2023 | Phim     | Kim Ji-hoon, Kim Seon-ho, Kentaro Sakaguchi  |
| 8   | 2023 | Âm nhạc  | AKMU, IVE, The Boyz, ITZY, Le Sserafim, SB19 |

### Người nổi tiếng xuất sắc nhất
| Lần | Năm  | Thể loại | Người chiến thắng |
| --- | ---- | -------- | ----------------- |
| 1   | 2016 | Phim     | Jin Goo           |
| 1   | 2016 | Phim     | Namkoong Min      |
| 1   | 2016 | Phim     | Kim Ji-won        |
| 1   | 2016 | Âm nhạc  | VIXX              |
| 1   | 2016 | Âm nhạc  | AOA               |
| 2   | 2017 | Phim     | Lee Jun-ho        |
| 2   | 2017 | Phim     | Park Min-young    |
| 2   | 2017 | Âm nhạc  | VIXX              |
| 2   | 2017 | Âm nhạc  | Apink             |
| 3   | 2018 | Phim     | Suzy              |
| 4   | 2019 | Âm nhạc  | Up10tion          |

### Nghệ sĩ giải trí xuất sắc nhất
| Lần | Năm  | Thể loại | Người chiến thắng |
| --- | ---- | -------- | ----------------- |
| 1   | 2016 | Phim     | Seo Kang-joon     |
| 1   | 2016 | Phim     | Nam Ji-hyun       |
| 1   | 2016 | Âm nhạc  | B.A.P             |
| 1   | 2016 | Âm nhạc  | Mamamoo           |
| 2   | 2017 | Phim     | Sung Hoon         |
| 2   | 2017 | Phim     | Kim Tae-ri        |
| 2   | 2017 | Âm nhạc  | NU'EST W          |
| 2   | 2017 | Âm nhạc  | Monsta X          |
| 2   | 2017 | Âm nhạc  | Bolbbalgan4       |

### Biểu tượng xuất sắc nhất
| Lần | Năm  | Thể loại | Người chiến thắng              |
| --- | ---- | -------- | ------------------------------ |
| 1   | 2016 | Phim     | Kim Yoo-jung                   |
| 1   | 2016 | Âm nhạc  | BTS                            |
| 2   | 2017 | Phim     | Seo Kang-joon                  |
| 2   | 2017 | Âm nhạc  | Hwang Chi-yeul, Crush, Mamamoo |
| 3   | 2018 | Phim     | Choi Tae-joon, Kim Myung-soo   |
| 3   | 2018 | Âm nhạc  | Monsta X, Momoland             |
| 4   | 2019 | Phim     | Jung Hae-in, Choi Siwon        |
| 4   | 2019 | Âm nhạc  | Seventeen, Chungha             |
| 5   | 2020 | Phim     | Lee Joo-young                  |
| 5   | 2020 | Âm nhạc  | Pentagon, AB6IX                |
| 6   | 2021 | Phim     | Ryu Kyung-soo                  |
| 6   | 2021 | Âm nhạc  | Woodz                          |
| 7   | 2022 | Phim     | Im Jae-hyuk                    |
| 7   | 2022 | Âm nhạc  | AleXa, Verivery                |
| 8   | 2023 | Phim     | Cha Joo-young                  |
| 8   | 2023 | Âm nhạc  | Kep1er, Nmixx, Tempest         |

### Nhạc phim xuất sắc nhất
| Lần | Năm  | Người chiến thắng | |
| --- | ---- | ----------------- | --- |
| 1   | 2016 | Gummy             | - "You Are My Everything" (Descendants of the Sun) - "Moonlight Drawn By Clouds" (Love in the Moonlight) |
| 2   | 2017 | Ailee             | - "I Will Go to You Like the First Snow" (Guardian: The Lonely and Great God)                            |
| 6   | 2021 | Lim Young-woong   | - "Love Always Run Away" (Young Lady and Gentleman)                                                      |

### Nghệ sĩ phổ biến nhất
| Ed. | Year | Category | Winner       |
| --- | ---- | -------- | ------------ |
| 3   | 2018 | Phim     | Lee Seung-gi |
| 3   | 2018 | Phim     | Ryu Jun-yeol |
| 3   | 2018 | Âm nhạc  | GOT7         |

### Ngôi sao xuất sắc nhất
| Lần | Năm  | Thể loại | Người chiến thắng |
| --- | ---- | -------- | ----------------- |
| 1   | 2016 | Phim     | Park Bo-gum       |
| 1   | 2016 | Phim     | Bae Suzy          |
| 1   | 2016 | Âm nhạc  | SEVENTEEN         |
| 1   | 2016 | Âm nhạc  | Block B           |
| 2   | 2017 | Phim     | Park Seo-joon     |
| 2   | 2017 | Phim     | Ryu Jun-yeol      |
| 2   | 2017 | Âm nhạc  | Zico              |
| 2   | 2017 | Âm nhạc  | 7SENSES (SNH48)   |

### Truyền thông tốt nhất
| Lần | Năm  | Thể loại | Người chiến thắng |
| --- | ---- | -------- | ----------------- |
| 4   | 2018 | Phim     | Yoona             |
| 4   | 2018 | Âm nhạc  | SEVENTEEN         |
| 4   | 2018 | Âm nhạc  | Twice             |

### Nghệ sĩ tuyệt vời
| Lần | Năm  | Thể loại | Người chiến thắng          |
| --- | ---- | -------- | -------------------------- |
| 2   | 2017 | Phim     | Park Seo-joon, Lee Joon-gi |
| 2   | 2017 | Âm nhạc  | Exo, Super Junior          |
| 3   | 2018 | Phim     | Lee Byung-hun, Ha Jung-woo |
| 3   | 2018 | Âm nhạc  | BTS, Twice                 |
| 6   | 2021 | Phim     | Lee Jung-jae               |
| 6   | 2021 | Âm nhạc  | Seventeen                  |
| 7   | 2022 | Âm nhạc  | Seventeen, Lim Young-woong |

### Nghệ sĩ yêu thích
| Lần | Năm  | Thể loại | Người chiến thắng |
| --- | ---- | -------- | ----------------- |
| 3   | 2018 | Phim     | Sung Hoon         |
| 3   | 2018 | Âm nhạc  | Chungha           |

### Nghệ sĩ tiêu biểu
| Lần | Năm  | Thể loại | Người chiến thắng                        |
| --- | ---- | -------- | ---------------------------------------- |
| 3   | 2018 | Phim     | Jin Ju-hyung, Kim Yong-ji, Shin Hyun-soo |
| 3   | 2018 | Âm nhạc  | D-Crunch, W24                            |
| 4   | 2019 | Phim     | Lee Jung-eun                             |
| 4   | 2019 | Âm nhạc  | Loona, Dongkiz                           |
| 5   | 2020 | Phim     | Ahn Eun-jin                              |
| 5   | 2020 | Âm nhạc  | Oneus, AleXa                             |
| 6   | 2021 | Phim     | Doyoung, Park Geon-il                    |
| 6   | 2021 | Âm nhạc  | DKB, Kingdom, Blitzers                   |
| 7   | 2022 | Phim     | Haknyeon                                 |
| 7   | 2022 | Âm nhạc  | Lapillus, ATBO, Trendz                   |

### Nghệ sĩ hàng đầu về du lịch Hàn Quốc
| Lần | Năm  | Thể loại | Người chiến thắng |
| --- | ---- | -------- | ----------------- |
| 3   | 2018 | Phim     | Lee Byung-hun     |
| 3   | 2018 | Âm nhạc  | BTS               |

### Làn sóng mới
| Lần | Năm  | Thể loại | Người chiến thắng                             |
| --- | ---- | -------- | --------------------------------------------- |
| 2   | 2017 | Phim     | Choi Tae-joon, Gong Seung-yeon, Shin Hyun-soo |
| 2   | 2017 | Âm nhạc  | Snuper, Astro, The Rampage from Exile Tribe   |
| 3   | 2018 | Phim     | Kim Seol-hyun                                 |
| 3   | 2018 | Âm nhạc  | Kard, Cosmic Girls, Gugudan                   |
| 6   | 2021 | Phim     | Na In-woo                                     |
| 6   | 2021 | Âm nhạc  | STAYC, Weeekly                                |
| 7   | 2022 | Phim     | Hwang Min-hyun, Choi Si-won                   |
| 7   | 2022 | Âm nhạc  | Tempest, Nmixx, Kep1er                        |

### Nghệ sĩ bức phá
| Lần | Năm  | Thể loại | Người chiến thắng |
| --- | ---- | -------- | ----------------- |
| 3   | 2018 | Phim     | Cha Eun-woo       |
| 3   | 2018 | Phim     | Jung In-sun       |
| 3   | 2018 | Âm nhạc  | Fromis 9          |
| 3   | 2018 | Âm nhạc  | SF9               |
| 4   | 2019 | Âm nhạc  | Lovelyz           |

### Biểu tượng của Châu Á
| Lần | Năm  | Người chiến thắng |
| --- | ---- | ----------------- |
| 2   | 2017 | Park Shin-hye     |

### Ngôi sao Baidu
| Lần | Năm  | Người chiến thắng |
| --- | ---- | ----------------- |
| 1   | 2016 | EXO               |

### Nam diễn viên xuất sắc nhất
| Lần | Năm  | Người chiến thắng                                     |
| --- | ---- | ----------------------------------------------------- |
| 3   | 2018 | Ju Ji-hoon, Yoo Yeon-seok, IU                         |
| 4   | 2019 | Ji Chang-wook                                         |
| 5   | 2020 | Ahn Hyo-seop, Lee Sung-kyung                          |
| 6   | 2021 | Park Joo-mi, Heo Sung-tae, Kim Joo-ryoung             |
| 7   | 2022 | Lee Jae-wook, Kim Se-jeong, Lee Jun-young, Kwon Yu-ri |

### Người sáng tạo xuất sắc nhất
| Lần | Năm  | Người chiến thắng            |
| --- | ---- | ---------------------------- |
| 2   | 2017 | Shin Won Ho cho Reply series |
| 3   | 2018 | Won Dong-yeon                |
| 6   | 2021 | Brave Brothers               |

### Nghệ sĩ giàu cảm xúc nhất
| Lần | Năm  | Hạng mục | Người chiến thắng                       |
| --- | ---- | -------- | --------------------------------------- |
| 3   | 2018 | Phim     | Jung Hae-in, Lee Sung-kyung, Lee Jun-ho |
| 4   | 2019 | Phim     | Im Jiyeon                               |
| 4   | 2019 | Âm nhạc  | Kang Daniel                             |
| 5   | 2020 | Phim     | Kim Seon-ho, Ahn Bo-hyun                |
| 5   | 2020 | Âm nhạc  | NCT Dream, (G)I-dle                     |
| 6   | 2021 | Phim     | Moon Ga-young, Cha Eun-woo              |
| 6   | 2021 | Âm nhạc  | Kwon Eunbi, WJSN Chocome                |
| 7   | 2022 | Phim     | Na In-woo                               |
| 7   | 2022 | Âm nhạc  | Nmixx, Cravity                          |

### Giải bài hát hay nhất lịch sử
| Lần | Năm  | Người chiến thắng |
| --- | ---- | ----------------- |
| 3   | 2018 | Se7en             |
| 5   | 2020 | Super Junior      |
| 6   | 2021 | 3JSB              |

### Âm nhạc xuất sắc nhất
| Lần | Năm  | Người chiến thắng |
| --- | ---- | ----------------- |
| 3   | 2018 | NU'EST W          |
| 3   | 2018 | Mamamoo           |
| 3   | 2018 | Sunmi             |

### Nhạc sĩ xuất sắc nhất
| Lần | Năm  | Người chiến thắng                              |
| --- | ---- | ---------------------------------------------- |
| 3   | 2018 | Zico                                           |
| 3   | 2018 | iKon                                           |
| 4   | 2019 | NU'EST                                         |
| 5   | 2020 | Song Ga-in, Kang Daniel, Iz*One                |
| 6   | 2021 | Kang Daniel, Itzy, Astro, Wonho, The Boyz      |
| 7   | 2022 | Le Sserafim, Peck, Choi Ye-na, Treasure, NiziU |

### Đạo diễn vũ đạo xuất sắc nhất
| Lần | Năm  | Người chiến thắng |
| --- | ---- | ----------------- |
| 3   | 2018 | Son Sung Deuk     |

### Nhà sản xuất xuất sắc nhất
| Lần | Năm  | Người chiến thắng                     |
| --- | ---- | ------------------------------------- |
| 1   | 2016 | Bang Si-hyuk (Big Hit Entertainment)  |
| 3   | 2018 | Pdogg (Big Hit Entertainment)         |
| 4   | 2019 | Zico (KOZ Entertainment)              |
| 6   | 2021 | Woozi (Pledis Entertainment)          |
| 7   | 2022 | Seo Hyun-joo (Starship Entertainment) |

### Sự chào đón xuất sắc nhất
| Lần | Năm  | Người chiến thắng |
| --- | ---- | ----------------- |
| 2   | 2017 | Lee Seung-gi      |

### Nghệ sĩ rực rỡ
| Lần | Năm  | Hạng mục | Người chiến thắng |
| --- | ---- | -------- | ----------------- |
| 3   | 2018 | Phim     | Lee Da-hee        |
| 3   | 2018 | Phim     | Choi Min-ho       |
| 3   | 2018 | Âm nhạc  | AOA               |

### Sự lựa chọn xuất sắc nhất
| Lần | Năm  | Người chiến thắng |                                                  |
| --- | ---- | ----------------- | ------------------------------------------------ |
| 1   | 2016 | Phim              | Sung Hoon, Lee Si-young                          |
| 1   | 2016 | Âm nhạc           | Dynamic Duo                                      |
| 2   | 2017 | Phim              | Min Hyo-rin, Lee Tae-im, Kent Tsai               |
| 2   | 2017 | Âm nhạc           | Just Jerk                                        |
| 3   | 2018 | Phim              | Jasper Liu, Kwak Si-yang, Jinyoung               |
| 3   | 2018 | Âm nhạc           | Snuper                                           |
| 4   | 2019 | Phim              | Lee Jung-eun, Ahn Hyo-seop                       |
| 4   | 2019 | Âm nhạc           | Momoland                                         |
| 5   | 2020 | Phim              | Ahn Bo-hyun, Park Ju-hyun                        |
| 5   | 2020 | Âm nhạc           | The Boyz, Itzy                                   |
| 6   | 2021 | Phim              | Lee Jun-young, Joo Suk-tae                       |
| 6   | 2021 | Âm nhạc           | Pentagon, Golden Child, Momoland                 |
| 7   | 2022 | Phim              | Kim Seon-ho                                      |
| 7   | 2022 | Âm nhạc           | WJSN Chocome, Kard, Stray Kids, Kep1er, Pentagon |

### Eco Creator Awards
| Lần | Năm  | Người chiến thắng |
| --- | ---- | ----------------- |
| 3   | 2018 | Park Hae-jin      |

### Giải huyền thoại
| Lần | Năm  | Người chiến thắng |
| --- | ---- | ----------------- |
| 2   | 2017 | Super Junior      |

### Ngôi sao đang lên
| Lần | Năm  | Người chiến thắng |               |
| --- | ---- | ----------------- | ------------- |
| 1   | 2016 | Phim              | Park Hye-su   |
| 1   | 2016 | Phim              | Shin Hyun-soo |
| 1   | 2016 | Phim              | Chi Pu        |
| 1   | 2016 | Âm nhạc           | WJSN          |
| 1   | 2016 | Âm nhạc           | Han Dong-geun |
| 1   | 2016 | Âm nhạc           | Boys and Men  |
| 2   | 2017 | Phim              | Kang Tae-oh   |
| 2   | 2017 | Phim              | Ji Soo        |
| 2   | 2017 | Phim              | Seo Eun-soo   |
| 2   | 2017 | Âm nhạc           | JBJ           |
| 2   | 2017 | Âm nhạc           | DIA           |
| 2   | 2017 | Âm nhạc           | Jeong Se-woon |
| 2   | 2017 | Âm nhạc           | Gugudan       |
| 2   | 2017 | Âm nhạc           | Momoland      |

### Diễn viên mới
| Lần | Năm  | Người chiến thắng           |
| --- | ---- | --------------------------- |
| 1   | 2016 | Lee Jung-shin, Kwak Si-yang |

### Giải thưởng Samsung Pay
| Lần | Năm  | Người chiến thắng |
| --- | ---- | ----------------- |
| 2   | 2017 | Wanna One         |

### Giải thưởng xu hướng
| Lần | Năm  | Người chiến thắng |                                        |
| --- | ---- | ----------------- | -------------------------------------- |
| 3   | 2018 | Phim              | Yoona, Jung Hae-in                     |
| 6   | 2021 | Phim              | Lee Jung-jae                           |
| 6   | 2021 | Âm nhạc           | Brave Girls, aespa                     |
| 7   | 2022 | Phim              | Lee Jun-ho, Park Min-young             |
| 7   | 2022 | Âm nhạc           | Ive, NiziU, Lim Young-woong, Seventeen |

### Giải thưởng tiềm năng
| Lần | Năm  | Người chiến thắng |                                 |
| --- | ---- | ----------------- | ------------------------------- |
| 4   | 2019 | Phim              | Jung Hae-in                     |
| 4   | 2019 | Âm nhạc           | Kang Daniel, Snuper             |
| 5   | 2020 | Phim              | Park Jin-young, Kim Hye-yoon    |
| 5   | 2020 | Âm nhạc           | Cravity, Iz*One                 |
| 6   | 2021 | Phim              | Hwang Min-hyun                  |
| 6   | 2021 | Âm nhạc           | T1419, AleXa                    |
| 7   | 2022 | Phim              | Kang Daniel                     |
| 7   | 2022 | Âm nhạc           | Lightsum, TFN, Kingdom, Billlie |

### Nghệ sĩ Việt Nam xuất sắc nhất
| Lần | Năm  | Người chiến thắng |             |
| --- | ---- | ----------------- | ----------- |
| 4   | 2019 | Phim              | Quốc Trường |
| 4   | 2019 | Phim              | Bảo Thanh   |
| 4   | 2019 | Âm nhạc           | Bích Phương |

### Diễn xuất xuất sắc nhất
| Lần | Năm  | Người chiến thắng |                                                 |
| --- | ---- | ----------------- | ----------------------------------------------- |
| 5   | 2020 | Phim              | Lee Joon-hyuk                                   |
| 5   | 2020 | Phim              | Jeon Mi-do                                      |
| 6   | 2021 | Phim              | Takumi Kitamura, Kwon Yu-ri, Sung Hoon          |
| 7   | 2022 | Phim              | Bona, Kim Yong-dae, Hwang Min-hyun, Choi Si-won |

### Video âm nhạc xuất sắc nhất
| Lần | Năm  | Người chiến thắng |
| --- | ---- | ----------------- |
| 5   | 2020 | Stray Kids        |
| 6   | 2021 | Everglow          |

### Nghệ sĩ Pop xuất sắc nhất
| Lần | Năm  | Người chiến thắng |
| --- | ---- | ----------------- |
| 5   | 2020 | MAX               |
| 5   | 2020 | Anne-Marie        |

## Giải thưởng AAA

### AAA Groove
| Lần | Năm  | Người chiến thắng |
| --- | ---- | ----------------- |
| 4   | 2019 | (G)I-dle          |
| 4   | 2019 | Stray Kids        |
| 5   | 2020 | Bigman            |

### AAA Scene Stealer
| Lần | Năm  | Người chiến thắng |
| --- | ---- | ----------------- |
| 4   | 2019 | Lee Jung-eun      |
| 4   | 2019 | Lee Kwang-soo     |
| 5   | 2020 | Kim Min-jae       |
| 6   | 2021 | Cha Ji-yeon       |
| 7   | 2022 | Ryu Kyung-soo     |

### AAA Top of Kpop Record
| Lần | Năm  | Người chiến thắng |
| --- | ---- | ----------------- |
| 4   | 2019 | Super Junior      |

### AAA Best Achievement
| Lần | Năm  | Người chiến thắng |
| --- | ---- | ----------------- |
| 6   | 2021 | NU'EST            |
| 7   | 2022 | Kwon Yu-ri        |

### AAA X Dongnam Media & FPT Polytechnic Popularity
| Lần | Năm  | Người chiến thắng |              |
| --- | ---- | ----------------- | ------------ |
| 4   | 2019 | Phim              | Oh Se-hun    |
| 4   | 2019 | Phim              | Song Ji-hyo  |
| 4   | 2019 | Âm nhạc           | Super Junior |

### AAA Best K-Culture
| Lần | Năm  | Hạng mục | Người chiến thắng |
| --- | ---- | -------- | ----------------- |
| 4   | 2019 | Phim     | Lee Kwang-soo     |
| 4   | 2019 | Âm nhạc  | GOT7              |

### AAA Best of Best Starnews Choeaedol Popularity Award
| Lần | Năm  | Người chiến thắng |
| --- | ---- | ----------------- |
| 5   | 2020 | BTS               |

### AAA Hot Issue Award
| Lần | Năm  | Hạng mục | Người chiến thắng |
| --- | ---- | -------- | ----------------- |
| 5   | 2020 | Phim     | Kim Soo-hyun      |
| 5   | 2020 | Phim     | Seo Ye-ji         |
| 5   | 2020 | Âm nhạc  | Lim Young-woong   |
| 5   | 2020 | Âm nhạc  | ITZY              |

## Những người chiến thắng nhiều nhất (7 giải trở lên)
Nhóm nhạc BTS có nhiều giải thưởng danh giá Daesang nhất
| Hạng | Nghệ Sĩ                        | Số Giải |
| ---- | ------------------------------ | ------- |
| 1    | BTS, Seventeen                 | 13      |
| 2    | EXO, Twice, Lim Young-woong    | 9       |
| 3    | Kang Daniel                    | 8       |
| 4    | Yoona, Stray Kids, Kim Seon-ho | 7       |